# Delta 4
Delta 4 è stata un'azienda britannica fondata da Fergus McNeill, specializzata nella scrittura e nella produzione di videogiochi e in particolare avventure testuali. L'azienda ha sviluppato giochi dal 1984 al 1992, alcuni pubblicati personalmente, e altri da editori come CRL Group, Piranha, Silversoft o On-line.

## Storia
Già ai suoi tempi scolastici, McNeill e un gruppo di amici fondarono l'azienda, che esordì con la trilogia Dragonstar e due avventure-commedie della serie Holy Joystick, tutti pubblicati dall'azienda stessa nel 1984, e progettati dal software The Quill della Gilsoft.
Il loro primo vero successo fu Bored of the Rings, ispirato al romanzo Il Signore dei Tranelli di Harvard Lampoon; uscito nel 1985, vinse un premio Sinclair User Classic.
Nei primi anni '90, Delta 4 sviluppò non pochi giochi per CD, tra cui The Town with No Name, Psycho Killer e The Hound of the Baskervilles, tutti sviluppati usando il sistema D.U.N.E. (Developers Universal Non-programming Environment), e tutti stroncati dalla critica e dal pubblico.

## Giochi sviluppati
- Intravoid (Delta 4, 1984)
- Sherwood Forest (Delta 4, 1984)
- The Dragonstar Trilogy (Delta 4, 1984)
- Quest for the Holy Joystick (Delta 4, 1984)
- Return of the Holy Joystick (Delta 4, 1984)
- Bored of the Rings (Delta 4/CRL Group, 1985)
- Robin of Sherlock (Silversoft, 1985)
- Galaxias (Delta 4, 1986)
- The Colour of Magic (Piranha Games, 1986)
- The Boggit (CRL Group, 1986)
- The Big Sleaze (Piranha, 1987)
- Murder Off Miami (CRL Group, 1987)
- Mindfighter (Abstract Concepts, 1988)
- The Town with No Name (Delta 4/On-line, 1992)
- Psycho Killer (Delta 4/On-line, 1992)